# Sulpirid

Strukturformel på Sulpirid

Sulpirid är ett atypiskt antipsykotikum. Det första som är ett benzamidderivat som är en antipsykotika, att syntetiseras. Sulpirid syntetiserades år 1964. Sulpirid tillhandahölls av läkemedelsföretaget Sanofi-Aventis.

## Farmakologi
Liksom Amisulprid, höga antagonistiska effekter på dopamin D2 och dopamin D3-receptorerna och stimulerar GHB-receptorn. 
Medelhög antagonistisk effekt finns även av dopamin D4-receptorn. Däremot likt Klozapin – så aktiverar Sulpirid också DNA-demetylering i hjärnan.